# Carie Graves
Carolyn Brand (Carie) Graves (Madison (Wisconsin), 27 juni 1953 – 19 december 2021) was een Amerikaans roeister.

## Biografie
Graves won met de Amerikaanse acht de bronzen medaille tijdens de Olympische Zomerspelen 1976 in het Canadese Montreal. Dit waren de eerste spelen waarbij vrouwen mochten deelnemen aan het roeien.
Tijdens de wereldkampioenschappen won Graves in totaal drie zilveren medailles in de acht.
Graves was geselecteerd voor de Olympische Zomerspelen 1980 in Moskou. Ze kon uiteindelijk niet deelnemen vanwege de Amerikaanse boycot van deze spelen. In 1984 was Graves als enige nog over van de olympische acht die in Montreal goud haalde. In eigen land won Graves de gouden medaille in de acht.
Graves overleed op 68-jarige leeftijd aan de gevolgen van de ziekte van Alzheimer.

## Resultaten

### Olympische Zomerspelen
| Jaar | Plaats      | Resultaten |
| ---- | ----------- | ---------- |
| 1976 | Montreal    | in de acht |
| 1984 | Los Angeles | in de acht |

### Wereldkampioenschappen roeien
| Jaar | Plaats     | Resultaten           |
| ---- | ---------- | -------------------- |
| 1975 | Nottingham | in de acht           |
| 1979 | Bled       | 5e in de twee-zonder |
| 1981 | München    | in de acht           |
| 1983 | Duisburg   | in de acht           |

1976: Goretzki & Knetsch & Richter & Ahrenholz & Kallies & Ebert & Lehmann & Müller & Wilke ·
1980: Boesler & Neisser & Köpke & Schütz & Kühn & Richter & Sandig & Metze & Wilke ·
1984: O'Steen & Metcalf & Bower & Graves & Flanagan & Norelius & Thorsness & Keeler & Beard ·
1988: Strauch & Zeidler & Haacker & Wild & Kluge & Schröer & Balthasar & Stange & Neunast ·
1992: Barnes & Taylor & Delehanty & Crawford & McBean & Worthington & Monroe & Heddle & Thompson ·
1996: Tănase & Cochelea & Gafencu & Spîrcu & Olteanu & Lipă & Popescu & Ignat & Georgescu ·
2000: Damian & Susanu & Olteanu & Cochelea & Dumitrache & Lipă & Gafencu & Ignat & Georgescu ·
2004: Florea & Susanu & Bărăscu & Papuc & Gafencu & Lipă & Damian & Ignat & Georgescu ·
2008: Cafaro & Cummins & Davies & Francia & Goodale & Lind & Logan & Shoop & Whipple ·
2012: Cafaro & Francia & Lofgren & Ritzel, Musnicki & Logan & Lind, Davies & Whipple ·
2016: Elmore & Gobbo & Logan & Musnicki, Polk & Regan & Schmetterling & Simmonds & Snyder ·
2020: Roman & Gruchalla-Wesierski & Roper & Proske & Grainger & Mailey & Payne & Wasteneys & Kit ·
2024: Rusu & Anghel & Bodnar & Lehaci & Adam & Bereș & Vrînceanu & Radiș & Petreanu